# Czarna owca (film 1996)
Czarna owca (ang. Black Sheep) – amerykańska komedia z 1996 roku.

## Główne role
- Chris Farley – Mike Donnelly
- David Spade – Steve Dodds
- Tim Matheson – Al Donnelly
- Christine Ebersole – Gubernator Tracy
- Gary Busey – Drake Sabitch
- Grant Heslov – Robbie Mieghem
- Timothy Carhart – Roger Kovary
- Bruce McGill – Neuschwander
- Michael Patrick Carter – Scott Colleary
- Boyd Banks – Clyde Spinoza

## Fabuła
Al Donnelly walczy o fotel gubernatora. W wyścigu o urząd uczestniczy też obecna gubernator Tracy, która nie cofnie się przed niczym, by osiągnąć cel. Pomoc w wygraniu wyborów obiecuje Alowi brat Mike, ale mimo dobrych chęci psuje dobrą opinię brata. Ten daje mu opiekuna Steve’a Doddsa i wysyła ich obu w góry.